# Thagria janssoni
Thagria janssoni är en insektsart som beskrevs av Nielson 1977. Thagria janssoni ingår i släktet Thagria och familjen dvärgstritar. Inga underarter finns listade i Catalogue of Life.